# Tigery
Tigery [tiʒʁi]  est une commune française située à vingt-sept kilomètres au sud-est de Paris dans le département de l'Essonne en région Île-de-France.
Ses habitants sont appelés les Tigeriens.

## Géographie

### Situation
| Type d’occupation           | Pourcentage | Superficie (en hectares) |
| --------------------------- | ----------- | ------------------------ |
| Espace urbain construit     | 16,7 %      | 156,74                   |
| Espace urbain non construit | 6,8 %       | 63,87                    |
| Espace rural                | 76,6 %      | 720,32                   |
| Source : Iaurif-MOS 2008    |             |                          |

Tigery est située à vingt-sept kilomètres au sud-est de Paris-Notre-Dame, point zéro des routes de France, cinq kilomètres à l'est d'Évry, quatre kilomètres au nord-est de Corbeil-Essonnes, dix-sept kilomètres à l'est de Montlhéry, vingt kilomètres au nord-est d'Arpajon, vingt et un kilomètres au nord-est de La Ferté-Alais, vingt et un kilomètres au sud-est de Palaiseau, vingt-sept kilomètres au nord-est de Milly-la-Forêt, trente-quatre kilomètres au nord-est d'Étampes, trente-neuf kilomètres au nord-est de Dourdan.

### Hydrographie
Le ruisseau des Hauldres, affluent de la Seine, traverse la commune.

### Climat
Pour des articles plus généraux, voir Climat de l'Île-de-France et Climat de l'Essonne.
En 2010, le climat de la commune est de type climat océanique dégradé des plaines du Centre et du Nord, selon une étude du CNRS s'appuyant sur une série de données couvrant la période 1971-2000. En 2020, Météo-France publie une typologie des climats de la France métropolitaine dans laquelle la commune est exposée à un climat océanique altéré et est dans la région climatique  Sud-ouest du bassin Parisien, caractérisée par une faible pluviométrie, notamment au printemps (120 à 150 mm) et un hiver froid (3,5 °C). 
Pour la période 1971-2000, la température annuelle moyenne est de 11,2 °C, avec une amplitude thermique annuelle de 15,1 °C. Le cumul annuel moyen de précipitations est de 664 mm, avec 11 jours de précipitations en janvier et 7,8 jours en juillet. Pour la période 1991-2020, la température moyenne annuelle observée sur la station météorologique la plus proche, située sur la commune de Mandres-les-Roses à 7 km à vol d'oiseau, est de 11,9 °C et le cumul annuel moyen de précipitations est de 698,3 mm,. Pour l'avenir, les paramètres climatiques de la commune estimés pour 2050 selon différents scénarios d'émission de gaz à effet de serre sont consultables sur un site dédié publié par Météo-France en novembre 2022.

### Voies de communication et transports
Tigery est desservie par les lignes de bus : 01, 02, 05 et 50 express du réseau de bus de Sénart, la ligne 91-01 du réseau de bus Val d'Yerres Val de Seine et la ligne 7001 scolaire du réseau de bus Évry Centre Essonne.

### Autres réseaux
La commune de Tigery est traversée par un oléoduc de Trapil.

### Lieux-dits, écarts et quartiers
Le clos du Roy, rattaché à la commune, est séparé de cette dernière par la ville limitrophe de Lieusaint. 

## Urbanisme

### Typologie
Au 1er janvier 2024, Tigery est catégorisée ceinture urbaine, selon la nouvelle grille communale de densité à sept niveaux définie par l'Insee en 2022.
Elle appartient à l'unité urbaine de Tigery, une unité urbaine monocommunale constituant une ville isolée,. Par ailleurs la commune fait partie de l'aire d'attraction de Paris, dont elle est une commune de la couronne,. Cette aire regroupe 1 929 communes,.

## Toponymie
Tezciacum en 1095, Tygiriacum au XIIIe siècle.
La commune est instituée en 1793 avec le nom de Tigery Ormoy, le bulletin des lois de 1801 introduit le nom actuel.

## Les Hospitaliers
Les Hospitaliers de l'ordre de Saint-Jean de Jérusalem possédaient à Tigery un membre qui faisait partie du prieuré hospitalier de Saint-Jean en l'Île-lez-Corbeil. Le prieur avait le droit de haute, moyenne et basse justice. Il y avait rattachée au membre la chapelle de Saint-Genefort.

## Politique et administration

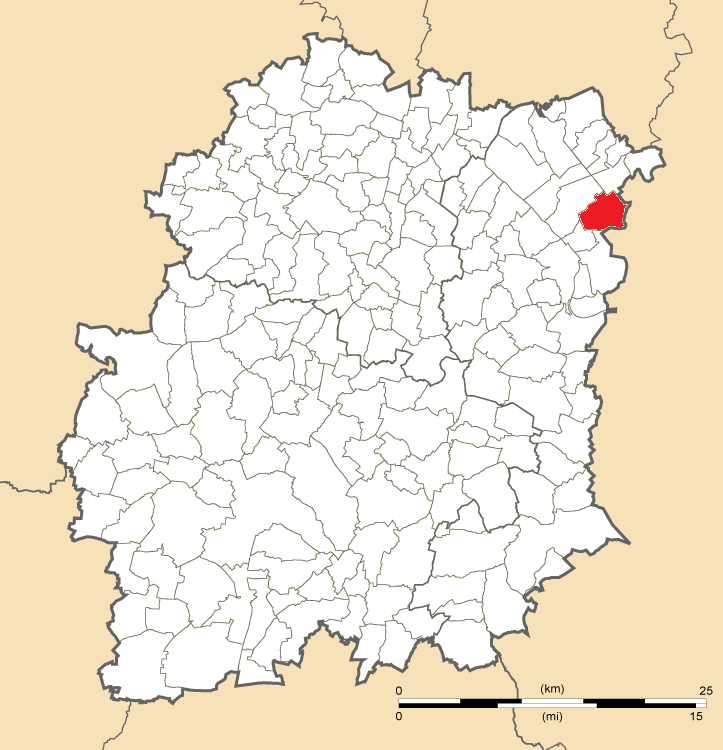
Position de Tigery en Essonne.

### Rattachements administratifs et électoraux
Antérieurement à la loi du 10 juillet 1964, la commune faisait partie du département de Seine-et-Oise. La réorganisation de la région parisienne en 1964 fit que la commune appartient désormais au département de l'Essonne et à son arrondissement d'Évry, après un transfert administratif effectif au 1er janvier 1968. Pour l'élection des députés, elle fait partie de la neuvième circonscription de l'Essonne.
Elle faisait partie de 1793 à 1975 du canton de Corbeil-Essonnes, année où elle intègre le canton de Saint-Germain-lès-Corbeil. Dans le cadre du redécoupage cantonal de 2014 en France, elle est désormais intégrée au canton d'Épinay-sous-Sénart.

### Intercommunalité
La commune était membre depuis fin 2002 de la Communauté d’agglomération de Sénart en Essonne, qui faisait suite au syndicat d’agglomération nouvelle de Rougeau-Sénart, successeur de l'un des trois syndicats communautaires d’aménagement (SCA) de la ville nouvelle de Sénart, le SCA de Rougeau-Sénart créé le 9 octobre 1974
Dans le cadre de la mise en œuvre de la loi MAPAM du 27 janvier 2014, qui prévoit la généralisation de l'intercommunalité à l'ensemble des communes et la création d'intercommunalités de taille importante, le préfet de la région d'Île-de-France approuve le 4 mars 2015 un schéma régional de coopération intercommunale qui prévoit notamment la « fusion de la communauté d'agglomération Évry Centre Essonne (91), de la communauté d'agglomération Seine-Essonne (91), de la communauté d’agglomération de Sénart en Essonne (91), et de la communauté d'agglomération de Sénart (77) et (l')extension du nouveau groupement à la commune de Grigny (91) », antérieurement membre de la communauté d'agglomération Les Lacs de l'Essonne.
C'est ainsi qu'est créée le 1er janvier 2016 la Communauté d'agglomération Grand Paris Sud Seine-Essonne-Sénart, dont est désormais membre la commune.

### Tendances et résultats politiques
Élections présidentielles, résultats des deuxièmes tours
- Élection présidentielle de 2002 : 84,10 % pour Jacques Chirac (RPR), 15,90 % pour Jean-Marie Le Pen (FN), 85,56 % de participation[30].
- Élection présidentielle de 2007 : 59,13 % pour Nicolas Sarkozy (UMP), 40,87 % pour Ségolène Royal (PS), 90,41 % de participation[31].
- Élection présidentielle de 2012 : 52,95 % pour Nicolas Sarkozy (UMP), 47,05 % pour François Hollande (PS), 85,58 % de participation[32].
- Élection présidentielle de 2017 : 67,13 % pour Emmanuel Macron (LREM), 32,87 % pour Marine Le Pen (FN), 77,52 % de participation.

Élections législatives, résultats des deuxièmes tours
- Élections législatives de 2002 : 58,83 % pour Georges Tron (UMP), 41,17 % pour Florence Léon-Ploquin (PS), 66,30 % de participation[33].
- Élections législatives de 2007 : 57,81 % pour Georges Tron (UMP), 42,19 % pour Thierry Mandon (PS), 55,64 % de participation[34].
- Élections législatives de 2012 : 59,00 % pour Thierry Mandon (PS), 41,00 % pour Georges Tron (UMP), 50,13 % de participation[35].
- Élections législatives de 2017 : 68,04 % pour Marie Guévenoux (LREM), 31,96 % pour Véronique Carantois (LR), 35,33 % de participation.

Élections européennes, résultats des deux meilleurs scores
- Élections européennes de 2004 : 24,07 % pour Harlem Désir (PS), 13,08 % pour Patrick Gaubert (UMP), 47,76 % de participation[36].
- Élections européennes de 2009 : 25,96 % pour Michel Barnier (UMP), 19,60 % pour Daniel Cohn-Bendit (Europe Écologie), 40,78 % de participation[37].
- Élections européennes de 2014 : 28,95 % pour Aymeric Chauprade (FN), 17,15 % pour Alain Lamassoure (UMP), 41,50 % de participation[38].
- Élections européennes de 2019 : 22,58 % pour Nathalie Loiseau (LREM), 20,79 % pour Jordan Bardella (RN), 48,84 % de participation.

Élections régionales, résultats des deux meilleurs scores
- Élections régionales de 2004 : 51,28 % pour Jean-Paul Huchon (PS), 35,26 % pour Jean-François Copé (UMP), 69,85 % de participation[39].
- Élections régionales de 2010 : 54,13 % pour Jean-Paul Huchon (PS), 45,87 % pour Valérie Pécresse (UMP), 45,07 % de participation[40].
- Élections régionales de 2015 : 40,36 % pour Valérie Pécresse (LR), 36,28 % pour Claude Bartolone (PS), 56,59 % de participation.

Élections cantonales et départementales, résultats des deuxièmes tours
- Élections cantonales de 2001 : données manquantes.
- Élections cantonales de 2008 : 45,95 % pour Romain Desforges (PS), 41,20 % pour François Fuseau (UMP), 40,43 % de participation[41].
- Élections départementales de 2015 : 53,81 % pour Damien Allouch et Annick Dischbein (PS), 46,19 % pour Olivia Le Roux et Laurent Stillen (FN), 49,45 % de participation.

Élections municipales, résultats des deuxièmes tours
- Élections municipales de 2014 : 100,00 % pour Jean Crosnier (DVG) élu au premier tour, 48,20 % de participation.
- Mars 2018 : Des élections municipales partielles  sont organisées en mars 2018 à la suite de la démission de Jean Crosnier, maire depuis 2001. Une seule liste, menée par Germain Dupont, est candidate, et obtient, avec une faible participation de 22,94 %, 503 suffrages exprimés[42].
- Élections municipales de 2020[43] : La liste menée par Germain Dupont (SE) est seule candidate et obtient la totalité des suffrages exprimés. 34,68 % de participation[44].

Référendums
- Référendum de 2000 relatif au quinquennat présidentiel : 82,20 % pour le Oui, 17,80 % pour le Non, 39,12 % de participation[45].
- Référendum de 2005 relatif au traité établissant une Constitution pour l'Europe : 52,50 % pour le Non, 47,50 % pour le Oui, 76,68 % de participation[46].

### Liste des maires
| Période                                  | Période                     | Identité                    | Étiquette | Qualité |
| ---------------------------------------- | --------------------------- | --------------------------- | --------- | --- |
| 1793                                     |                             | Vergne                      |           | |
| Les données manquantes sont à compléter. |                             |                             |           | |
| 1836                                     | 1846                        | Claude Théodore Beauvais    |           | |
| Les données manquantes sont à compléter. |                             |                             |           | |
| 1851                                     | 1856                        | Louis-Victor Deforge        |           | |
| Les données manquantes sont à compléter. |                             |                             |           | |
| 1861                                     | novembre 1896 (décès)       | Camille-François Decauville |           | |
| 1897                                     | 1900                        | Hyacinthe Laurance          |           | |
| 1900                                     | 1919                        | Édouard Bonfils             |           | |
| 1919                                     | mai 1925                    | Lucien Launay               |           | |
| ca. 1936                                 |                             | François Tisserand          |           | |
| Les données manquantes sont à compléter. |                             |                             |           | |
| mars 1971                                | mars 1989                   | René Brunet                 |           | |
| mars 1989                                | mars 2001                   | Thierry Noël                | PS        | Gérant de société Vice-président du SAN de Sénart (1989 → 2001) Réélu en 1995                                                                     |
| mars 2001                                | décembre 2017               | Jean Crosnier               | DVG       | Entrepreneur Démissionnaire |
| mars 2018                                | En cours (au 12 avril 2021) | Germain Dupont              | SE        | Directeur régional de société Adjoint au maire (2014 → 2018) 14e vice président de la CA Grand Paris Sud (2020 → ) Réélu pour le mandat 2020-2026 |

### Jumelages
La commune de Tigery n'a développé aucune association de jumelage.

## Population et société

### Démographie

#### Évolution démographique
L'évolution du nombre d'habitants est connue à travers les recensements de la population effectués dans la commune depuis 1793. Pour les communes de moins de 10 000 habitants, une enquête de recensement portant sur toute la population est réalisée tous les cinq ans, les populations de référence des années intermédiaires étant quant à elles estimées par interpolation ou extrapolation. Pour la commune, le premier recensement exhaustif entrant dans le cadre du nouveau dispositif a été réalisé en 2005.

En 2022, la commune comptait 4 359 habitants, en évolution de +13,52 % par rapport à 2016 (Essonne : +2,89 %, France hors Mayotte : +2,11 %).
| 1793 | 1800 | 1806 | 1821 | 1831 | 1836 | 1841 | 1846 | 1851 |
| ---- | ---- | ---- | ---- | ---- | ---- | ---- | ---- | ---- |
| 352  | 223  | 257  | 266  | 267  | 267  | 298  | 263  | 293  |

| 1856 | 1861 | 1866 | 1872 | 1876 | 1881 | 1886 | 1891 | 1896 |
| ---- | ---- | ---- | ---- | ---- | ---- | ---- | ---- | ---- |
| 267  | 314  | 311  | 347  | 356  | 328  | 374  | 426  | 392  |

| 1901 | 1906 | 1911 | 1921 | 1926 | 1931 | 1936 | 1946 | 1954 |
| ---- | ---- | ---- | ---- | ---- | ---- | ---- | ---- | ---- |
| 381  | 376  | 357  | 327  | 347  | 443  | 440  | 370  | 406  |

| 1962 | 1968 | 1975 | 1982 | 1990  | 1999  | 2005  | 2006  | 2010  |
| ---- | ---- | ---- | ---- | ----- | ----- | ----- | ----- | ----- |
| 408  | 472  | 430  | 439  | 1 140 | 1 257 | 1 593 | 1 767 | 2 757 |

| 2015  | 2020  | 2022  | - | - | - | - | - | - |
| ----- | ----- | ----- | - | - | - | - | - | - |
| 3 449 | 4 380 | 4 359 | - | - | - | - | - | - |

#### Pyramide des âges
En 2018, le taux de personnes d'un âge inférieur à 30 ans s'élève à 44,4 %, soit au-dessus de la moyenne départementale (39,9 %). À l'inverse, le taux de personnes d'âge supérieur à 60 ans est de 11,0 % la même année, alors qu'il est de 20,1 % au niveau départemental.
En 2018, la commune comptait 2 045 hommes pour 2 164 femmes, soit un taux de 51,41 % de femmes, légèrement supérieur au taux départemental (51,02 %).
Les pyramides des âges de la commune et du département s'établissent comme suit.
| Hommes | Classe d’âge | Femmes |
| ------ | ------------ | ------ |
| 0,2    | 90 ou +      | 0,6    |
| 1,5    | 75-89 ans    | 2,2    |
| 8,0    | 60-74 ans    | 9,6    |
| 18,7   | 45-59 ans    | 16,8   |
| 26,2   | 30-44 ans    | 27,4   |
| 17,7   | 15-29 ans    | 17,7   |
| 27,8   | 0-14 ans     | 25,7   |

| Hommes | Classe d’âge | Femmes |
| ------ | ------------ | ------ |
| 0,5    | 90 ou +      | 1,4    |
| 5,4    | 75-89 ans    | 7,2    |
| 12,9   | 60-74 ans    | 13,9   |
| 20     | 45-59 ans    | 19,4   |
| 19,9   | 30-44 ans    | 20,1   |
| 20     | 15-29 ans    | 18,2   |
| 21,3   | 0-14 ans     | 19,8   |

### Enseignement
Les élèves de Tigery sont rattachés à l'académie de Versailles.
La commune dispose en 2016 de deux écoles primaires, les écoles des Ormes et du Clos.

### Santé
La commune dispose[Quand ?]  sur son territoire d'une maison de retraite et d'une pharmacie[réf. nécessaire].

### Sports
La commune dispose[Quand ?] d'un club de football, l'AS Tigery[réf. nécessaire].
Elle dispose également d'un centre sportif comportant notamment un dojo où est pratiqué le judo.

### Lieux de culte
La paroisse catholique de Tigery est rattachée au secteur pastoral de Corbeil-Saint-Germain et au diocèse d'Évry-Corbeil-Essonnes. Elle ne dispose pas d'église, les messes sont dites à Saint-Germain-lès-Corbeil. La communauté religieuse du  Chemin Neuf est présente dans la maison du Cénacle depuis 1984. Les prêtres de cette communauté prennent en charge des eucharisties quotidiennes.

### Médias
La commune dispose de son journal mensuel, le Ti'mag qui donne des informations sur la vie de la commune. L'hebdomadaire Le Républicain relate les informations locales. La commune est en outre dans le bassin d'émission des chaînes de télévision France 3 Paris Île-de-France Centre, IDF1 et Téléssonne intégré à Télif.

## Économie

### Emplois, revenus et niveau de vie
En 2006, le revenu fiscal médian par ménage était de 23 129 €, ce qui plaçait la commune au 895e rang parmi les 30 687 communes de plus de cinquante ménages que compte le pays et au soixante-dix-huitième rang départemental.
| Répartition des emplois par catégories socioprofessionnelles en 2006. |              |                                           |                                                   |                            |                          |                           |
|                                                                       | Agriculteurs | Artisans, commerçants, chefs d’entreprise | Cadres et professions intellectuelles supérieures | Professions intermédiaires | Employés                 | Ouvriers                  |
| Tigery                                                                | -            | -                                         | -                                                 | -                          | -                        | -                         |
| Zone d’emploi d’Évry                                                  | 0,3 %        | 4,0 %                                     | 20,2 %                                            | 29,6 %                     | 28,2 %                   | 17,7 %                    |
| Moyenne nationale                                                     | 2,2 %        | 6,0 %                                     | 15,4 %                                            | 24,6 %                     | 28,7 %                   | 23,2 %                    |
| Répartition des emplois par secteurs d’activités en 2006.             |              |                                           |                                                   |                            |                          |                           |
|                                                                       | Agriculture  | Industrie                                 | Construction                                      | Commerce                   | Services aux entreprises | Services aux particuliers |
| Tigery                                                                | -            | -                                         | -                                                 | -                          | -                        | -                         |
| Zone d’emploi d’Évry                                                  | 0,9 %        | 13,5 %                                    | 5,4 %                                             | 14,6 %                     | 16,2 %                   | 6,9 %                     |
| Moyenne nationale                                                     | 3,5 %        | 15,2 %                                    | 6,4 %                                             | 13,3 %                     | 13,3 %                   | 7,6 %                     |
| Sources : Insee,                                                      |              |                                           |                                                   |                            |                          |                           |

## Culture locale et patrimoine

### Lieux et monuments

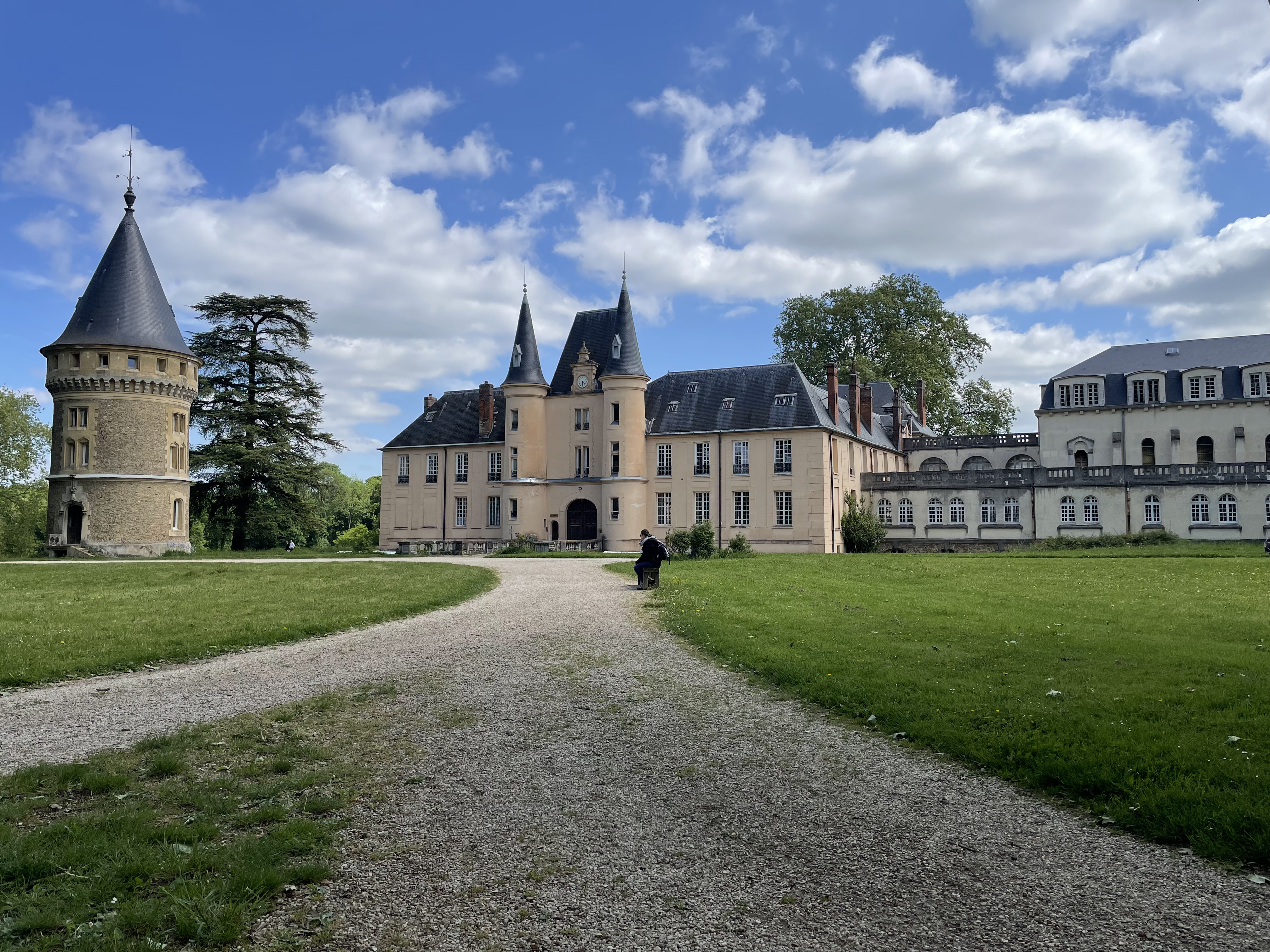
Le grand château de Tigery qui abrite le Cénacle du Chemin-Neuf, 2025

Un étang au nord du village et la portion communale de la forêt de Sénart ont été recensés au titre des espaces naturels sensibles par le conseil général de l'Essonne.
Tigery comptait trois châteaux :
- Le Grand Château : A l'origine s'y trouvait un château fort dont il ne subsiste que quelques vestiges (douves, caves voutées). Le château actuel date de la Renaissance Maus fut largement remanié au XVIIe puis au XIXe siècle. De 1929 à 1984 il abrite le noviciat de la congrégation religieuse des sœurs de Notre Dame du Cénacle. En 1931, les religieuse y construisent une chapelle attenante. Depuis 1984 s'y trouve la Communauté du Chemin-Neuf. Les religieuses du Cénacle quittent le château en 1992. Aujourd'hui des religieuses, religieuses et famille du Chemin-Neuf y vivent.
- Le Petit Château
- Le château du Petit-Sénart, qui abrite à partir de 1967 le Centre psychopédagogique du Petit-Sénart de l'Association Olga Spitzer, devenu Institut Thérapeutique, Educatif et Pédagogique (ITEP).

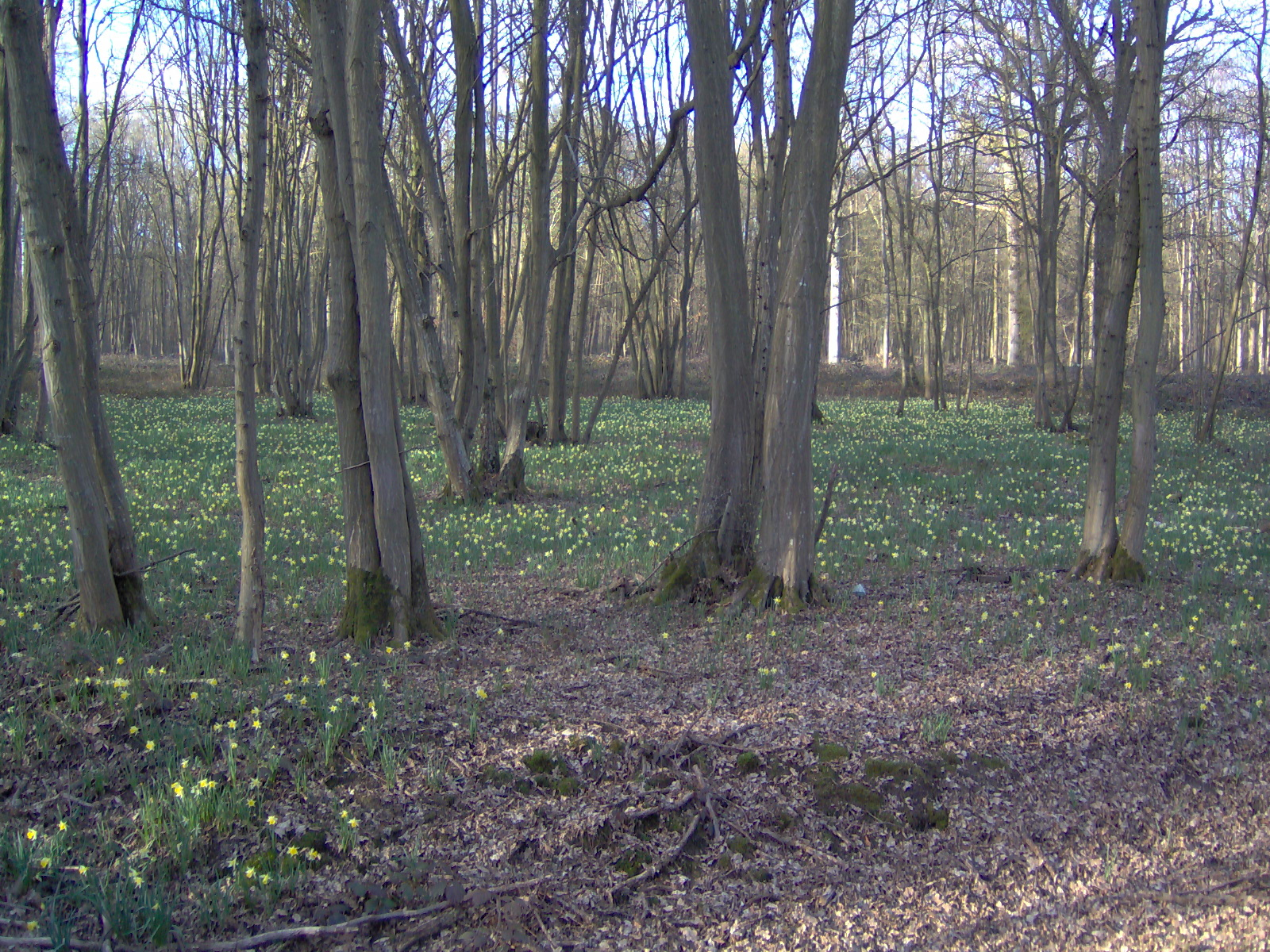
La forêt de Sénart à Tigery.
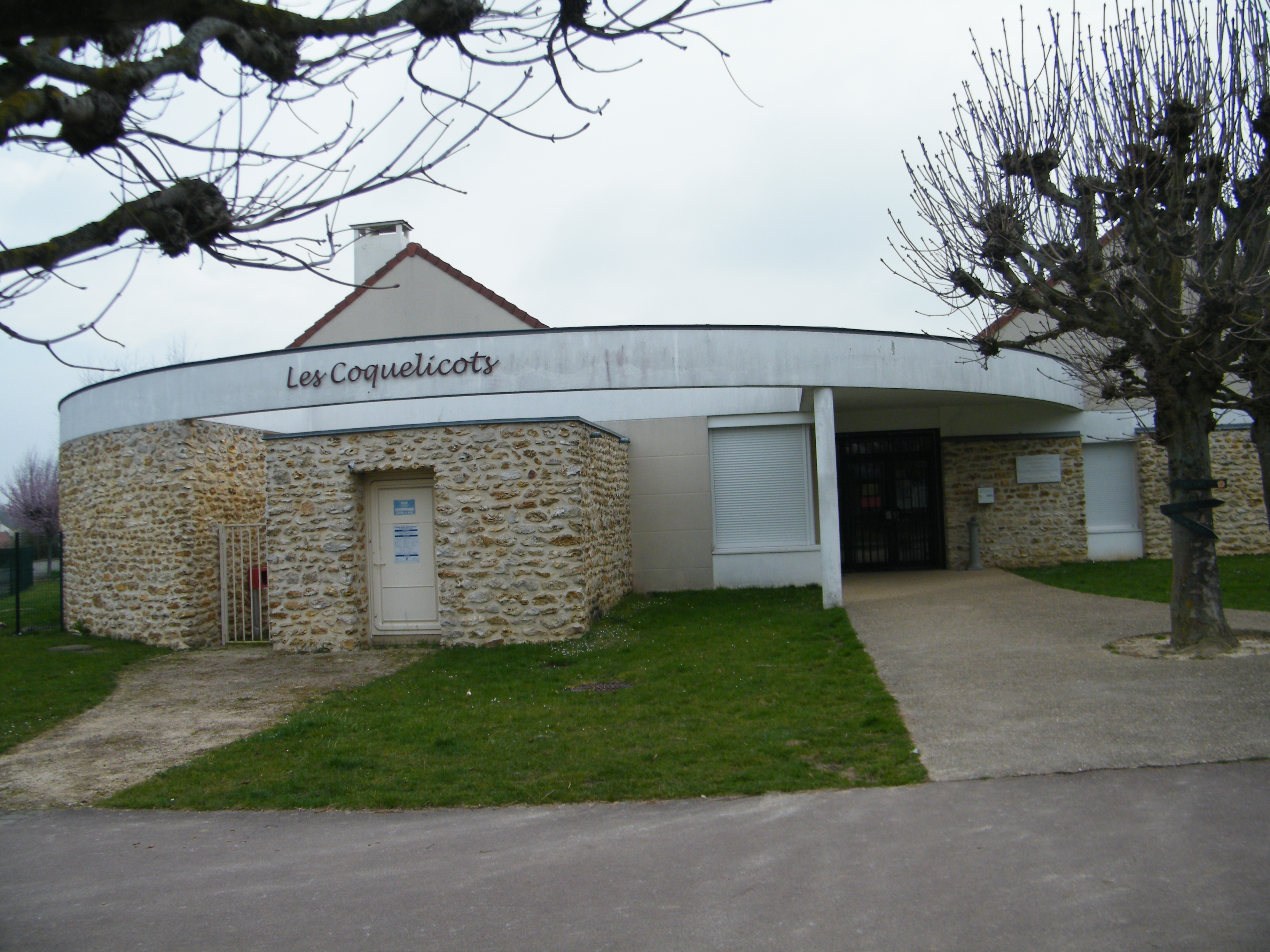
Le centre de loisirs Les Coquelicots.
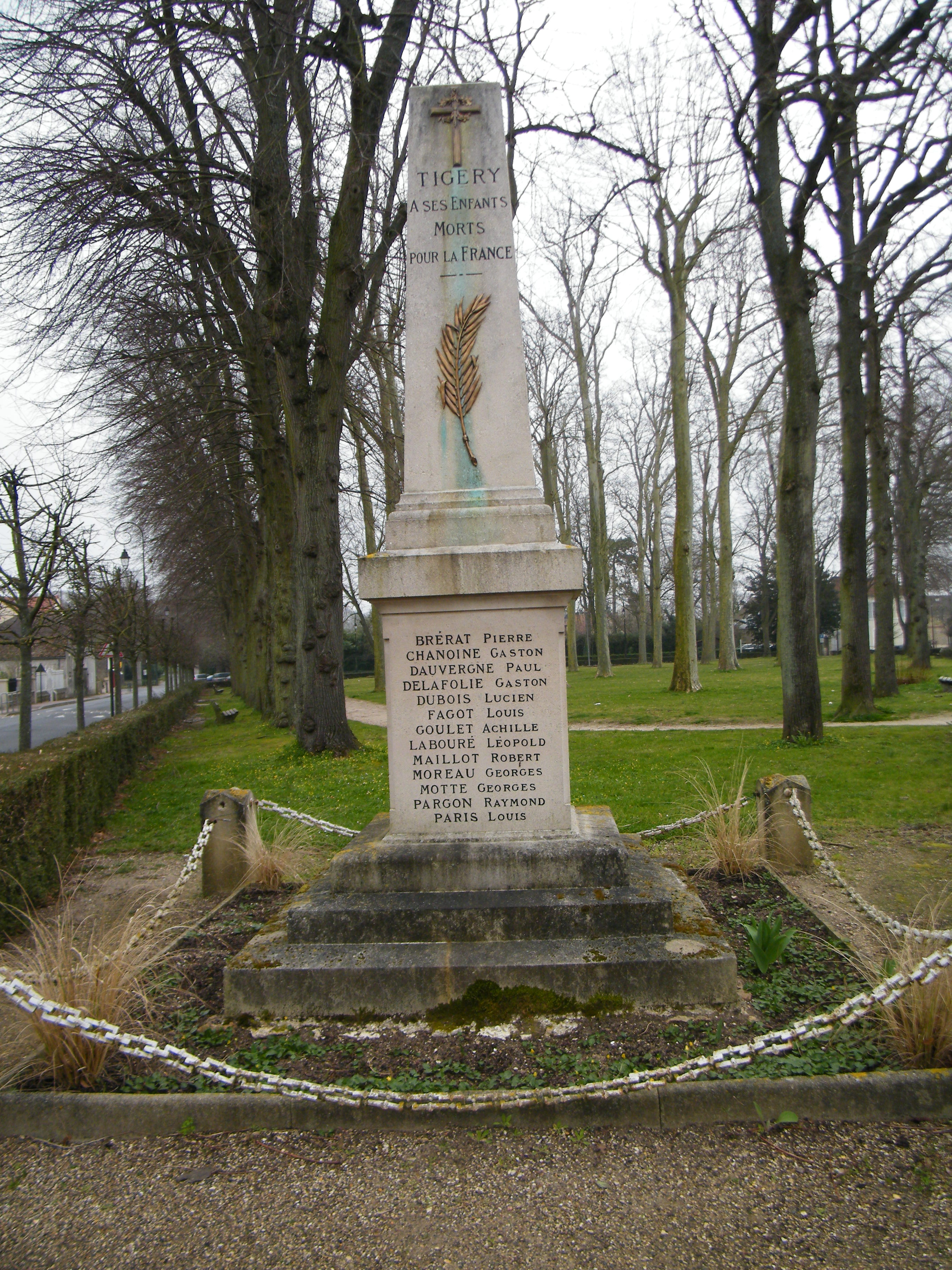
Le monument aux morts pour la patrie.
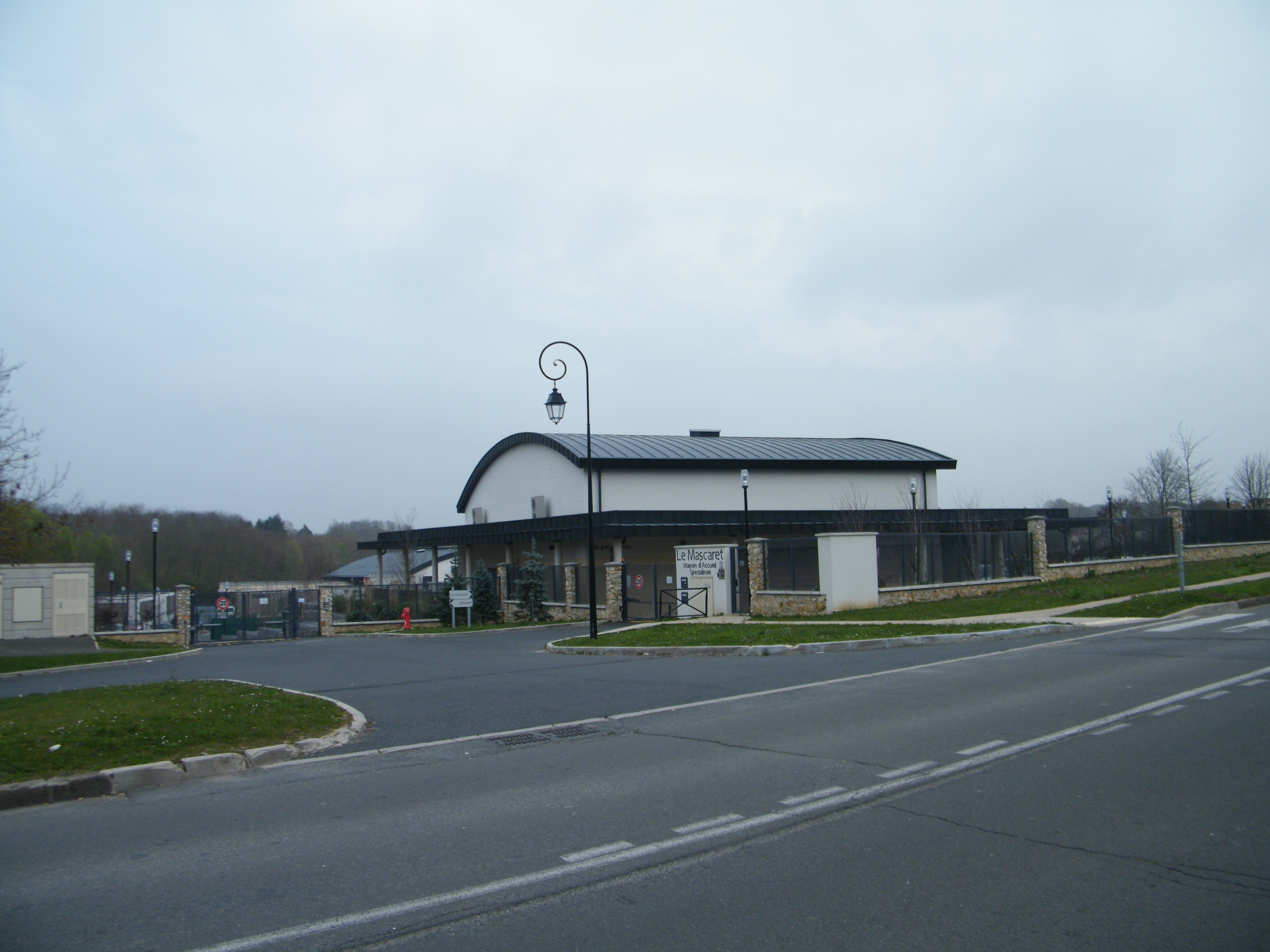
Le Mascaret, maison d'accueil spécialisée.
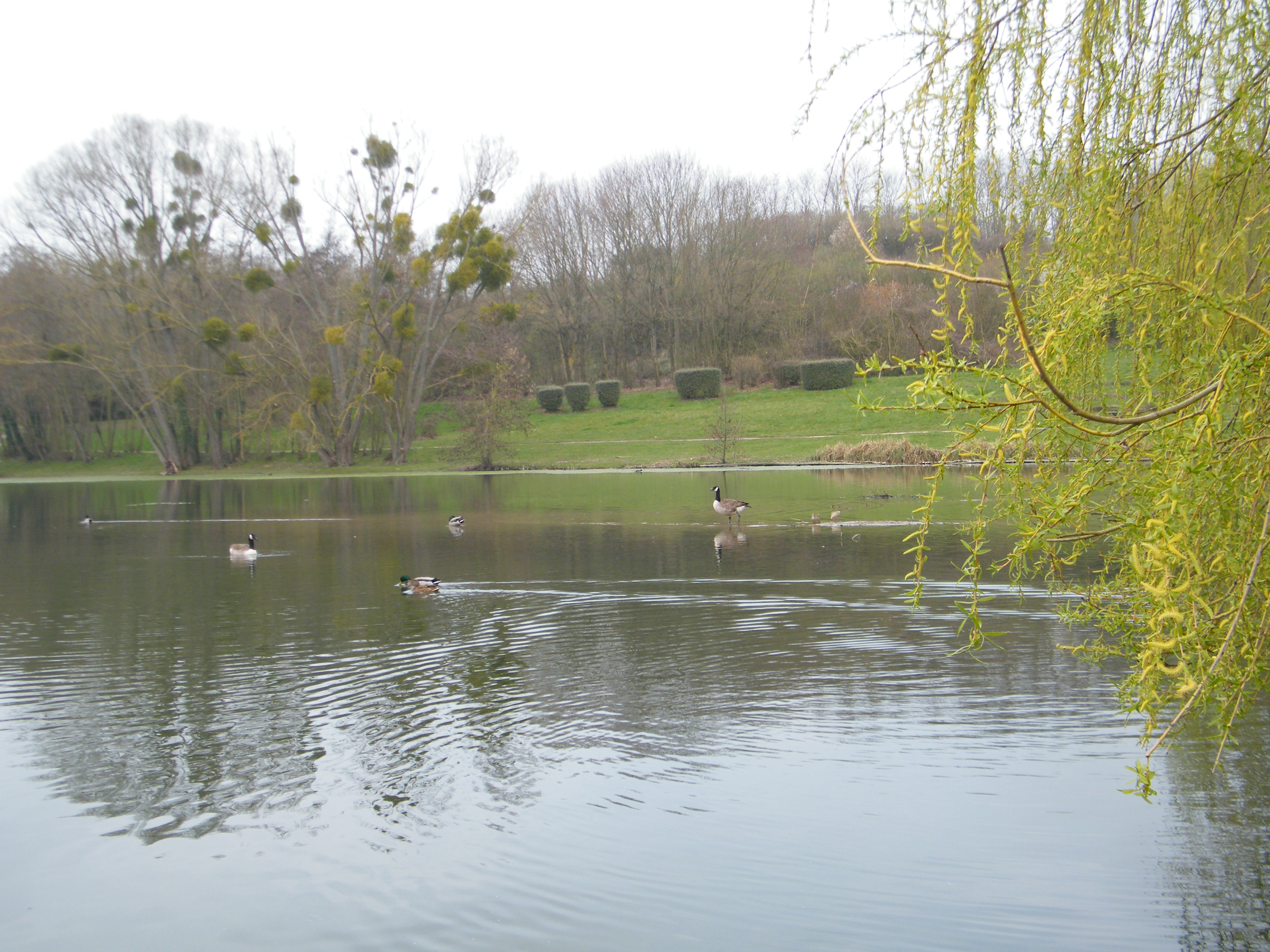
Le lac.
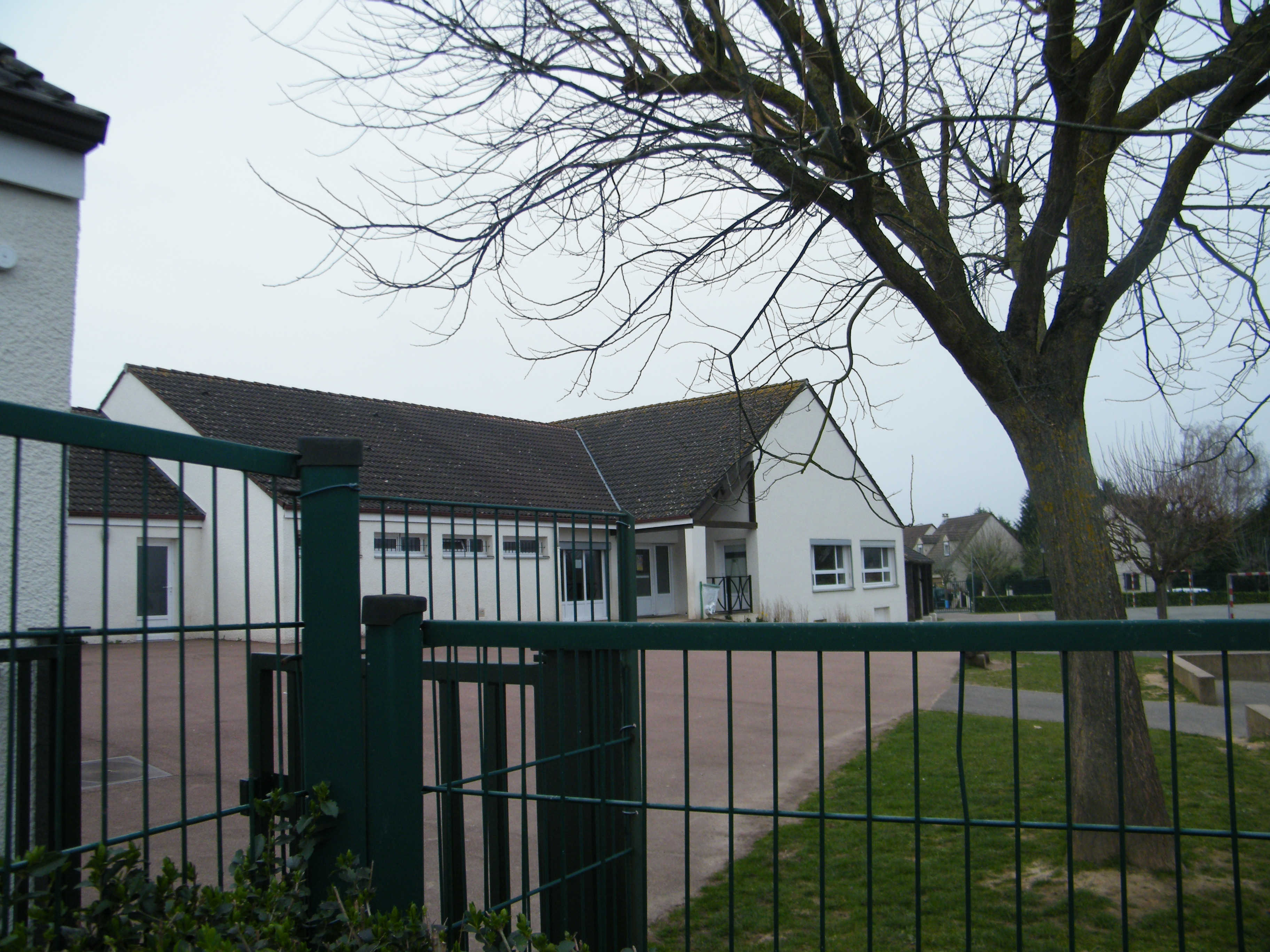
L'école primaire Le Clos.

### Personnalités liées à la commune
Différents personnages publics sont nés, décédés ou ont vécu à Tigery. On peut notamment signaler :
- Roland Pierre Gruyn (?-1721), aristocrate qui en était le seigneur.

### Héraldique et logotype
| Blason de Tigery. | La commune de Tigery ne dispose pas de blason. Elle s’est cependant dotée d’un logotype. |  |

### Tigery dans les arts et la culture
- Tigery a servi de lieu de tournage pour le film Simon Werner a disparu... de Fabrice Gobert sorti en 2010[67],[68].
- Tigery a servi de lieu de tournage[69] pour le clip du rappeur Disiz dans son morceau Moïse où l'on voit le chanteur apparaître à deux reprises sur la route de Corbeil-Essonne[Laquelle ?].